# Jesús Benito Ruiz
Jesús Benito Ruiz es un cirujano plástico español, Presidente de la Asociación Española de Cirugía Estética Plástica. 

## Biografía
Cursó sus estudios en la Universidad de Valencia, allí obtuvo el título de Licenciado en 1987 y posteriormente el doctorado en medicina y estética con la calificación Apto Cum Laude. Posteriormente se especializó en Cirugía Plástica, Estética y Reparadora en el Hospital La Fe de Valencia (1988 - 1993). Desde 1994 trabaja en el Hospital Clínico y Provincial de Barcelona y en 2010 creó Antiaging Group Barcelona, institución privada de la que es Director. Se especializa en cirugía facial, mamaria y en cirugía estética masculina.
Pertenece a varias sociedades científicas, entre ellas la Asociación Española de Cirugía Estética Plástica (AECEP), de la que es Presidente (período 2018 - 2019), y de la ISAPS (International Society of Aesthetic Plastic Surgery), como miembro del Education Council y Presidente en España. También es miembro de la Sociedad Española de Cirugía Plástica, Reparadora y Estética (SECPRE); la American Society of Aesthetic Plastic Surgery (ASAPS); la American Society of Plastic Surgery (ASPS) y la International Federation of Adipose Therapeutics and Science (IFATS), entre otras. Ha sido Presidente dl Comité de Seguridad del paciente en la European Association of Societies of  Aesthetic Plastic Surgery (EASAPS) y miembro del Comité de Seguridad del paciente de la ISAPS.
Benito Ruiz disertó en congresos, conferencias y simposios nacionales e internacionales, y es consultado por medios de comunicación para artículos sobre cirugía estética.

## Premios y distinciones
- Premio Gómez-Ferrer Navarro, 1988.[18]
- Premio McGhan 2003 a la mejor comunicación sobre Cirugía Mamaria.[19]
- Medalla de Oro 2013 a la trayectoria profesional, Forum Europa 2001.
- Reconocimiento certificado en The Marquis Who’s Who publications Board, ediciones de los años 1999, 2000 y 2007.[2]

## Publicaciones
Benito Ruiz publicó capítulos de libros, más de 90 artículos e investigaciones.